# كانتون ماتشالا
كانتون ماتشالا (بالإنجليزية: Machala Canton)‏ هو كانتون في الإكوادور، يتبع مقاطعة إل أورو.